# Nathan Knight
Nathan Solomon Kapahulula Knight (Gastonia, Carolina del Norte; 20 de septiembre de 1997) es un baloncestista estadounidense que pertenece a la plantilla de los Zhejiang Lions de la CBA china. Con 2,03 metros de estatura, juega en la posición de ala-pívot.

## Trayectoria deportiva

### Universidad
Jugó cuatro temporadas con los Tribe del College of William & Mary, en las que promedió 17,1 puntos, 7,7 rebotes, 2,1 asistencias y 1,8 tapones por partido. En todas ellas recibió galardones por parte de la Colonial Athletic Association, apareciendo el primer año en el mejor quinteto de rookies, al siguiente en el segundo quinteto de la conferencia y los dos años restantes en el primero, así como en tres ocasiones en el mejor quinteto defensivo. En su última temporada fue además elegido Jugador del Año de la CAA y mejor jugador defensivo. Se convirtió además en el segundo jugador de la historia de la conferencia en recibir ambos galardones el mismo año, uniéndose a George Evans de George Mason que lo consiguió en 1999 y 2001. Además, recibió el Premio Lou Henson al mejor jugador de conferencias mid-majors de la División I de la NCAA.

#### Estadísticas
| Año     | Equipo         | PJ  | PT | MPP  | %TC  | %3P  | %TL  | RPP  | APP | ROB | TPP | PPP  |
| ------- | -------------- | --- | -- | ---- | ---- | ---- | ---- | ---- | --- | --- | --- | ---- |
| 2016–17 | William & Mary | 31  | 6  | 17.2 | .578 | .167 | .594 | 4.4  | 1.1 | .4  | 1.3 | 8.2  |
| 2017–18 | William & Mary | 31  | 30 | 28.7 | .575 | .306 | .769 | 7.3  | 2.2 | .6  | 2.0 | 18.5 |
| 2018–19 | William & Mary | 31  | 30 | 30.6 | .578 | .244 | .732 | 8.6  | 3.5 | .4  | 2.3 | 21.0 |
| 2019–20 | William & Mary | 32  | 32 | 29.6 | .524 | .305 | .773 | 10.5 | 1.8 | .8  | 1.5 | 20.7 |
| Total   | Total          | 125 | 98 | 26.6 | .560 | .283 | .736 | 7.7  | 2.1 | .5  | 1.8 | 17.1 |

### Profesional
Tras no ser elegido en el Draft de la NBA de 2020, el 19 de noviembre firmó un contrato dual con los Atlanta Hawks de la NBA y su filial en la G League, los College Park Skyhawks.
El 3 de agosto firmó un contrato dual con los Minnesota Timberwolves de la NBA, que le permite jugar también con su filial en la G League, los Iowa Wolves.
El 23 de julio de 2022, renueva con los Timberwolves por dos temporadas.
El 19 de julio de 2023 firma un contrato dual con New York Knicks, pero fue despedido el 19 de octubre, a una semana del comienzo de la temporada. Tres días después, firma un contrato dual con los Boston Celtics. El 12 de diciembre es despedido por Boston, no llegó a jugar con el primer equipo, pero promedió 8,9 puntos, 8,3 rebotes y 1 tapón en 22,9 minutos en los 12 partidos con los Maine Celtics. El 17 de diciembre fue adquirido por los Motor City Cruise de la G League.
El 3 de agosto de 2024 firmó con los Zhejiang Lions de la CBA china.

## Estadísticas de su carrera en la NBA

### Temporada regular
| Año     | Equipo    | PJ  | PT | MPP | %TC  | %3P  | %TL  | RPP | APP | ROB | TPP | PPP |
| ------- | --------- | --- | -- | --- | ---- | ---- | ---- | --- | --- | --- | --- | --- |
| 2020-21 | Atlanta   | 33  | 0  | 8.5 | .370 | .182 | .800 | 2.2 | .2  | .3  | .3  | 3.8 |
| 2021-22 | Minnesota | 37  | 2  | 7.2 | .511 | .308 | .733 | 2.3 | .6  | .2  | .2  | 3.7 |
| 2022-23 | Minnesota | 38  | 0  | 7.7 | .568 | .364 | .684 | 1.5 | .3  | .3  | .2  | 3.7 |
| Total   | Total     | 108 | 2  | 7.8 | .476 | .265 | .738 | 2.0 | .4  | .2  | .2  | 3.7 |

### Playoffs
| Año   | Equipo    | PJ | PT | MPP | %TC  | %3P  | %TL  | RPP | APP | ROB | TPP | PPP |
| ----- | --------- | -- | -- | --- | ---- | ---- | ---- | --- | --- | --- | --- | --- |
| 2021  | Atlanta   | 6  | 0  | 2.3 | .286 | .000 | .000 | 1.0 | .0  | .0  | .3  | .7  |
| 2023  | Minnesota | 2  | 0  | 2.4 | .250 | .000 | –    | .5  | .0  | .0  | .0  | 1.0 |
| Total | Total     | 8  | 0  | 2.3 | .273 | .000 | .000 | .9  | .0  | .0  | .3  | .8  |